# 因弗內斯 (謝爾比縣)
因弗內斯（英語：Inverness）是一個位於美國阿拉巴馬州謝爾比縣的非建制地區。該地的面積和人口皆未知。

## 地理
因弗內斯的座標為33°24′25″N 86°42′40″W / 33.40694°N 86.71111°W，而該地的平均海拔高度為150米（即492英尺）。